# ランディ・タイラー
ランディ・タイラー（Randy Tyler、本名：Monroe Alton Rice Jr.、1951年12月13日 - 2002年7月22日）は、アメリカ合衆国のプロレスラー。ミシシッピ州カントン出身。生年は1949年、出身地はカナダのモントリオールともされる。
巨漢のラフ&パワーファイターとして、NWAの南部テリトリーを主戦場に活動した。

## 来歴
キャリア初期の1970年代前半はリップ・タイラーの「弟」と称して、初代のカール・リードが名乗っていたランディ・タイラー（Randy Tyler）のリングネームを受け継ぎ、リップとの兄弟ギミックの悪役タッグチーム「タイラー・ブラザーズ」で活動。ジョージアやアラバマといったディープサウスから、地元ミシシッピやオクラホマなどミッドサウスのトライステート地区（後のMSWA）まで各地を転戦し、1974年9月にはルイジアナ州ニューオーリンズにてスタン・ハンセン&ボブ・スウィータンと対戦した。主戦場だったアラバマでは同年12月7日、ケン・ルーカスを破りNWAアラバマ・ヘビー級王座を獲得している。
タイラー・ブラザーズ解散後、ボビー・ジャガーズを新パートナーにテキサス西部のアマリロ地区で活動。ドリー・ファンク・ジュニア、スコット・ケーシー、レイ・スティーブンスらと対戦し、フランク・グーディッシュとの大型タッグも組んだ。1976年4月16日にはジャガーズとのコンビでリッキー・ロメロ&シルバー・ストリークからNWAウエスタン・ステーツ・タッグ王座を奪取している。
以降、中西部のセントラル・ステーツ地区などを転戦後、1978年8月に全日本プロレスに初来日。トライステート地区での旧友キム・ドクと共闘する一方、6人タッグマッチでミル・マスカラス&ドス・カラスのパートナーにも起用された。帰国後は古巣のトライステート地区にてベビーフェイスに転向、11月18日にマイク・ジョージと組んでジャガーズ&ジェリー・ブラウンから同地区認定のNWA USタッグ王座を奪取した。翌1979年はキラー・カール・クラップ、タンク・パットン、アンジェロ・モスカなどと対戦、4月21日にはニューオーリンズのスーパードームにてリック・フレアーとのシングルマッチが行われた。
1979年下期からはテネシー州メンフィスのCWA（旧NWAミッドアメリカ、後のUSWA）に参戦し、ロン・バスを相手にAWA南部ヘビー級王座を巡る抗争を展開。帝王ジェリー・ローラーともタッグを組み、マイケル・ヘイズ&テリー・ゴディのファビュラス・フリーバーズやラリー・レイザム&ウェイン・ファリスのブロンド・ボンバーズなどと対戦した。
1980年6月、当時テネシーやミッドサウス地区との提携ルートを持っていた国際プロレスに来日。スパイク・ヒューバーやジェイク・ロバーツなど同年代の若手外国人選手が中心となったシリーズにおいて、その巨体を買われラッシャー木村のIWA世界ヘビー級王座への挑戦権を獲得。7月13日の兵庫県八鹿町大会にて挑戦したが、木村が初公開した裏足4の字固めに敗れた。
その後、R・T・タイラーと（RT Tyler）名乗ってフロリダ地区にてボビー・ジャガーズと再合体、ジャガーズのギミックに合わせてカウボーイ・スタイルのヒールに変身し、カウボーイ・コネクション（The Cowboy Connection）なるタッグチームを結成。1980年12月20日、バリー・ウインダム&スコット・マギーからNWAフロリダ・タッグ王座を奪取した。以降、翌1981年にかけてダスティ・ローデスやマニー・フェルナンデス、バグジー・マグロー、スティーブ・カーン、ジャック・ブリスコ&ジェリー・ブリスコらと抗争。ローデス&アンドレ・ザ・ジャイアントのドリーム・チームともタイトルを争った。
1981年下期はカルガリーのスタンピード・レスリングに参戦して、同じくカウボーイ系ギミックのビル・アーウィンとのタッグなどで活動。デビッド・シュルツとの連戦も行われた。同地区ではベビーフェイスのポジションに回り、若手時代のブレット・ハートともタッグを組んでいる。
セミリタイア後は、1984年12月4日にジム・クロケット・プロモーションズのハウス・ショーにてNWA USヘビー級王者のワフー・マクダニエルと対戦。WWFのTVテーピングにも単発出場しており、1988年11月15日にはアルティメット・ウォリアー、1991年3月26日にはカート・ヘニングと、当時のWWFインターコンチネンタル王者のジョバーを務めた。
2002年7月22日、50歳で死去。

## 得意技
- フライング・スクリュー・エルボー
- エルボー・ドロップ

## 獲得タイトル
ガルフ・コースト・チャンピオンシップ・レスリング
- NWAアラバマ・ヘビー級王座：1回[5]

NWAミッドアメリカ / コンチネンタル・レスリング・アソシエーション
- NWAミッドアメリカ・タッグ王座：1回（w / ロケット・モンロー）[20]
- NWA USタッグ王座（ミッドアメリカ版）：1回（w / ロケット・モンロー）[21]
- AWA南部ヘビー級王座：1回[22]

NWAウエスタン・ステーツ・スポーツ
- NWAウエスタン・ステーツ・タッグ王座：1回（w / ボビー・ジャガーズ）[7]

NWAトライステート
- NWA USタッグ王座（トライステート版）：1回（w / マイク・ジョージ）[9]

チャンピオンシップ・レスリング・フロム・フロリダ
- NWAフロリダ・タッグ王座：2回（w / ボビー・ジャガーズ）[14]